# Hemicophus paranae
Hemicophus paranae is een rechtvleugelig insect uit de familie krekels (Gryllidae). De wetenschappelijke naam van deze soort is voor het eerst geldig gepubliceerd in 1878 door Saussure. Zoals de wetenschappelijke naam doet vermoeden, komt deze soort voor in de Braziliaanse deelstaat Paraná.